# Otakar Janecký
Otakar Janecký (* 26. Dezember 1960 in Pardubice, Tschechoslowakei) ist ein ehemaliger tschechischer Eishockeyspieler, der in seiner aktiven Zeit von 1978 bis 2004 unter anderem für SaiPa Lappeenranta, Jokerit Helsinki und die Espoo Blues in der SM-liiga gespielt hat. Sein Sohn Otakar Janecký junior war ebenfalls ein professioneller Eishockeyspieler.

## Karriere
Otakar Janecký begann seine Karriere als Eishockeyspieler in seiner Heimatstadt in der Nachwuchsabteilung von Tesla Pardubice. Für Teslas Profimannschaft war er von 1979 bis 1990 in der 1. Liga, der höchsten tschechoslowakischen Spielklasse, aktiv. Mit Tesla gewann er in den Spielzeiten 1986/87 und 1988/89 jeweils den tschechoslowakischen Meistertitel. Beim zweiten Titelgewinn 1989 war er mit 41 Assists bester Vorlagengeber der Liga. Zur Saison 1990/91 ging der Center in das europäische Ausland, wo er einen Vertrag bei SaiPa Lappeenranta in der finnischen SM-liiga erhielt. Dort konnte er auf Anhieb überzeugen und erreichte in 44 Spielen 60 Punkte, davon 21 Tore, was für ihn die punktbeste Spielzeit seiner Karriere darstellte. Damit war er an mehr als einem von drei Toren seiner Mannschaft beteiligt. SaiPa selbst gehörte jedoch zu den schwächeren Teams der Liga und so musste er mit seiner Mannschaft als Tabellenletzter den Abstieg in die zweitklassige I divisionna hinnehmen.

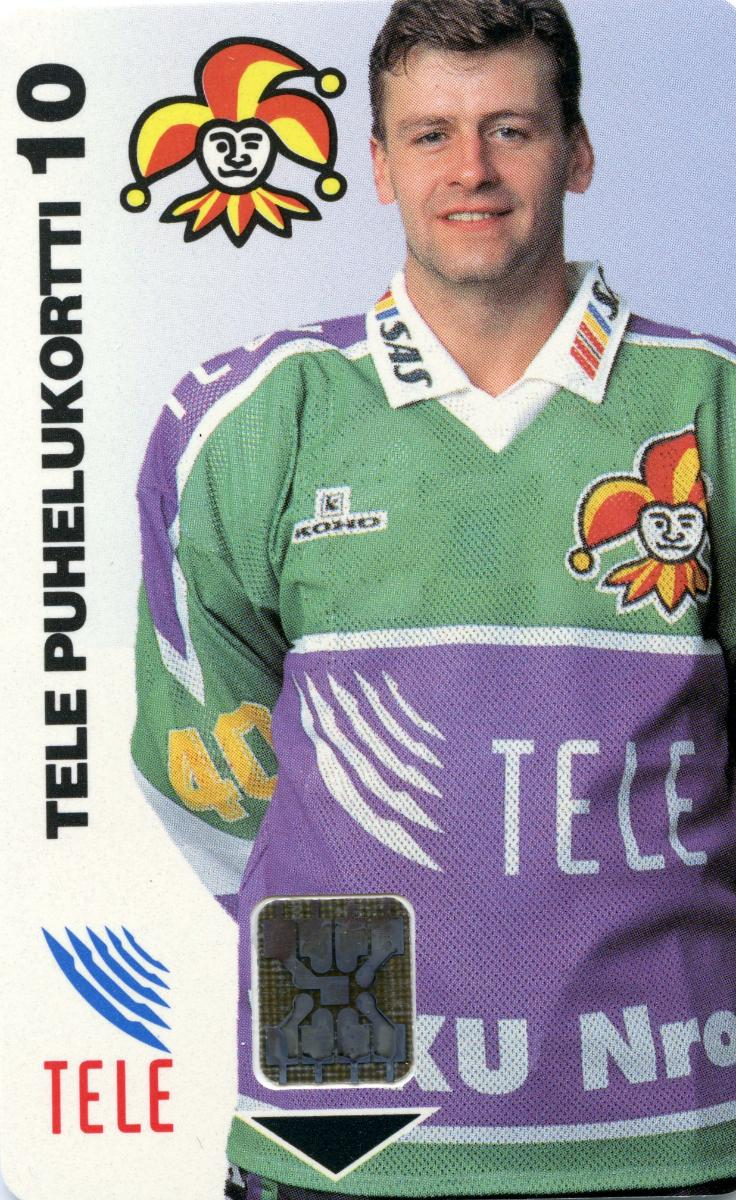
Otakar Janecký auf einer finnischen Telefonkarte

Im Sommer 1991 wechselte Janecký deshalb innerhalb der SM-liiga zum finnischen Spitzenklub Jokerit Helsinki. Mit dem Hauptstadtklub wurde er 1992, 1994, 1996 und 1997 innerhalb von sechs Jahren vier Mal Finnischer Meister. Zudem scheiterte er mit seiner Mannschaft in der Saison 1994/95 im Playoff-Finale an TPS Turku. Auf europäischer Ebene belegte er mit Jokerit 1992/93 den dritten Platz im Europapokal. In den Jahren 1995 und 1996 konnte er mit den Finnen zwei Mal in Folge diesen Wettbewerb gewinnen. Auch für den Tschechen selbst verlief die Zeit bei Jokerit sehr erfolgreich. Beim ersten Meistertitel mit Jokerit in der Saison 1991/92 war er mit elf Assists bester Vorlagengeber in den Playoffs, zudem wurde er in das All-Star Team der Liga gewählt. In der folgenden Spielzeit bereitete er 43 Tore vor, womit er bester Vorlagengeber der Liga war. Zudem wurde er zum besten Spieler der Hauptrunde gewählt. Zum Titelgewinn in der Saison 1996/97 trug er in den Playoffs mit zwei Toren und 13 Vorlagen in neun Spielen bei, wofür er die Jari-Kurri-Trophäe als Wertvollster Spieler der Playoffs erhielt. Im November 1995 und Dezember 1998 war er jeweils Spieler des Monats der SM-liiga.
Die Saison 1999/2000 verbrachte Janecký bei den Espoo Blues. Anschließend kehrte der mittlerweile 39-jährige zweifache Olympiateilnehmer in seine tschechische Heimat zurück und unterschrieb einen Vertrag bei seinem Ex-Klub aus Pardubice, der seinen Namen in der Zwischenzeit in HC Pardubice geändert hatte. In den ersten drei Spielzeiten nach seiner Rückkehr war er Mannschaftskapitän beim HC Pardubice und erreichte mit seinem Team in der Saison 2002/03 das Playoff-Finale. In diesem unterlag er mit Pardubice dem HC Slavia Prag. In der Saison 2003/04 wurde der Linksschütze von Michal Sýkora als Kapitän abgelöst. Während der Spielzeit zog er sich nach Differenzen mit dem Trainer vom Leistungssport zurück und widmete sich seiner Trainertätigkeit bei den Junioren des Vereins.
Ihm zu Ehren vergibt Jokerit, für das er in 355 SM-liiga-Spielen exakt 355 Punkte erzielte, seine Trikotnummer 91 nicht mehr an andere Spieler. Im Sommer 2006 beendete er seine Karriere mit einem Abschiedsspiel, bei dem seine Trikotnummer auch durch den HC Pardubice gesperrt wurde und symbolisch unter das Hallendach gehängt wurde.

### International
Für die Tschechoslowakei nahm Janecký an den Weltmeisterschaften 1989 und 1992, sowie den Olympischen Winterspielen 1992 in Albertville teil. Bei der WM 1989 gewann er mit seiner Mannschaft ebenso eine Bronzemedaille, wie bei den Olympischen Winterspielen 1992. Zudem stand er im Aufgebot der tschechischen Nationalmannschaft bei den Weltmeisterschaften 1993 und 1994, sowie den Olympischen Winterspielen 1994 in Lillehammer. Sein größter Erfolg mit der tschechischen Nationalauswahl war der Gewinn der Bronzemedaille bei der WM 1993.
Insgesamt bestritt er für beide Nationalmannschaften zusammen in 110 Pflichtspielen 21 Tore und gab über 20 Vorlagen (ČSSR – 79 Spiele, 17 Tore; Tschechien – 31 Spiele, 4 Tore).

## Erfolge und Auszeichnungen
| - 1987 Tschechoslowakischer Meister mit Tesla Pardubice - 1989 Tschechoslowakischer Meister mit Tesla Pardubice - 1989 Bester Vorlagengeber der 1. Liga - 1992 Finnischer Meister mit Jokerit Helsinki - 1992 SM-liiga All-Star Team - 1992 Bester Vorlagengeber der SM-liiga-Playoffs - 1992 3. Platz Europapokal mit Jokerit Helsinki - 1993 Bester Spieler der SM-liiga-Hauptrunde - 1993 Bester Vorlagengeber der SM-liiga-Hauptrunde - 1994 Finnischer Meister mit Jokerit Helsinki - 1994 Schlüsselspieler der SM-liiga-Playoffs | - 1994 Gewinn des Europapokals mit Jokerit Helsinki - 1995 Finnischer Vizemeister mit Jokerit Helsinki - 1995 SM-liiga-Spieler des Monats November - 1995 Gewinn des Europapokals mit Jokerit Helsinki - 1996 Finnischer Meister mit Jokerit Helsinki - 1997 Finnischer Meister mit Jokerit Helsinki - 1997 Jari-Kurri-Trophäe - 1998 SM-liiga-Spieler des Monats Dezember - 2003 Tschechischer Vizemeister mit dem HC Pardubice |

### International
- 1989 Bronzemedaille bei der Weltmeisterschaft
- 1992 Bronzemedaille bei den Olympischen Winterspielen
- 1993 Bronzemedaille bei der Weltmeisterschaft

## Karrierestatistik
| 1978/79         | Tesla Pardubice  | 1. Liga         | 10  | 1   |     | 1   |     |    |    |    |    |    |
| 1979/80         | Dukla Jihlava II | ČNHL            |     |     |     |     |     |    |    |    |    |    |
| 1980/81         | Dukla Jihlava II | ČNHL            |     |     |     |     |     |    |    |    |    |    |
| 1981/82         | Tesla Pardubice  | 1. Liga         | 44  | 17  |     | 17  |     |    |    |    |    |    |
| 1982/83         | Tesla Pardubice  | 1. Liga         | 44  | 18  |     | 18  |     |    |    |    |    |    |
| 1983/84         | Tesla Pardubice  | 1. Liga         | 38  | 11  | 15  | 26  |     |    |    |    |    |    |
| 1984/85         | Tesla Pardubice  | 1. Liga         | 43  | 9   | 25  | 34  | 40  |    |    |    |    |    |
| 1985/86         | Tesla Pardubice  | 1. Liga         | 47  | 26  | 27  | 53  | 0   |    |    |    |    |    |
| 1986/87         | Tesla Pardubice  | 1. Liga         | 43  | 17  | 23  | 40  | 48  |    |    |    |    |    |
| 1987/88         | Tesla Pardubice  | 1. Liga         | 44  | 20  | 29  | 49  | 0   |    |    |    |    |    |
| 1988/89         | Tesla Pardubice  | 1. Liga         | 44  | 13  | 41  | 54  | 0   |    |    |    |    |    |
| 1989/90         | Tesla Pardubice  | 1. Liga         | 44  | 22  | 28  | 50  | 0   |    |    |    |    |    |
| 1990/91         | SaiPa            | SM-liiga        | 44  | 21  | 39  | 60  | 32  |    |    |    |    |    |
| 1991/92         | Jokerit          | SM-liiga        | 42  | 17  | 35  | 52  | 49  | 10 | 2  | 11 | 13 | 6  |
| 1992/93         | Jokerit          | SM-liiga        | 46  | 10  | 43  | 53  | 56  | 3  | 2  | 5  | 7  | 4  |
| 1993/94         | Jokerit          | SM-liiga        | 48  | 10  | 42  | 52  | 24  | 12 | 5  | 4  | 9  | 14 |
| 1994/95         | Jokerit          | SM-liiga        | 50  | 12  | 38  | 50  | 26  | 11 | 2  | 13 | 15 | 8  |
| 1995/96         | Jokerit          | SM-liiga        | 46  | 17  | 38  | 55  | 24  | 11 | 3  | 16 | 19 | 8  |
| 1996/97         | Jokerit          | SM-liiga        | 38  | 13  | 31  | 44  | 38  | 9  | 2  | 13 | 15 | 8  |
| 1997/98         | Jokerit          | SM-liiga        | 46  | 7   | 20  | 27  | 36  | 8  | 4  | 4  | 8  | 2  |
| 1998/99         | Jokerit          | SM-liiga        | 39  | 13  | 32  | 45  | 40  | 2  | 2  | 1  | 3  | 0  |
| 1999/00         | Blues            | SM-liiga        | 51  | 13  | 28  | 41  | 52  | 4  | 0  | 3  | 3  | 10 |
| 2000/01         | HC Pardubice     | Extraliga       | 48  | 10  | 29  | 39  | 26  | 7  | 0  | 6  | 6  | 0  |
| 2001/02         | HC Pardubice     | Extraliga       | 48  | 4   | 24  | 28  | 100 | 5  | 2  | 0  | 2  | 10 |
| 2002/03         | HC Pardubice     | Extraliga       | 44  | 5   | 14  | 19  | 32  | 18 | 2  | 2  | 4  | 6  |
| 2003/04         | HC Pardubice     | Extraliga       | 43  | 1   | 11  | 12  | 55  |    |    |    |    |    |
| SM-liiga gesamt | SM-liiga gesamt  | SM-liiga gesamt | 450 | 133 | 346 | 479 | 377 | 70 | 22 | 70 | 92 | 60 |